# Chelychelynechen quassus
Chelychelynechen quassus — вимерлий вид нелітаючих качок, що існував в доісторичний період на Гаваях. Вимер після заселення островів людьми.

## Історія досліджень
Субфосильні рештки птаха зібрав у 1976 році Сторрс Олсон з вапнякових дюн Макавехі у місцевості Каумакані на південно-східному узбережжі острова Кауаї. На основі цих решток у 1991 році описано нові рід та вид Chelychelynechen quassus. Його рештки також були знайдені в сусідній печері Макаувахі.
Родова назва Chelychelynechen походить від грецьких слів chelys («черепаха»), chelyne («губа» або «щелепа») та chen («гусак»), посилаючись на схожий на черепаху зовнішній вигляд і структуру дзьоба. Видовий епітет походить від латинського quassus («зламаний» або «розбитий»), натякаючи на фрагментарний стан типового матеріалу.

## Опис
Це була велика гусеподібна качка (вагою 4-7 кг), з маленькою головою та дзьобом, короткою шиєю, міцними ногами та короткими нефункціональними крилами. Головною відмінною рисою був його дивовижний дзьоб, який був майже такої ж висоти, як і довжина, з широкою піднебінною поверхнею та з ніздрями, орієнтованими майже вертикально, а не горизонтально. Будова цього апарату живлення збігається з мордою черепах і вказує на пристосування до рослинної дієти.